# Žikace
Žikace (tibetsky གཞིས་ཀ་རྩེ།, Wylie:Gzhis ka rtse, pinyin: Xigazê; čínsky 日喀则, pinyin: Rìkāzé, český přepis: Ž'-kcha-ce) je město a městská prefektura v čínské Tibetské autonomní oblasti. Oblast okolo města Žikace byla tradičně centrem tibetské části Cang, dodnes se obyvatelům kraje Žikace přezdívá „cangba“.

## Geografie
Prefektura se nachází na severní straně Himálaje, na jihu sousedí s Nepálem a Indií, západně s tibetskou prefekturou Ngari, severně s tibetskou prefekturou Nagčhu a východně s Lhasou, Lhokou a Bhútánem. Krajem protéká největší tibetská řeka Jarlung Cangpo. Prefektura zahrnuje severní stranu Himálaje, proto se zde nachází řada nejvyšších vrcholů světa, Mount Everest, v Tibetu známý jako Džomo langma a mnoho dalších horských vrcholů, např. Čo Oju. Prefektura měří z východu na západ přibližně 800 km, ze severu na jih přibližně 220 km.

## Historie
V roce 2014 byl administrativně zrušen okres Žikace a prefektura Žikace. Nahradili je městská prefektura Žikace a správní obvod města Žikace Samdrub-ce, který nahradil oficiální název pro město.

### Pamětihodnosti

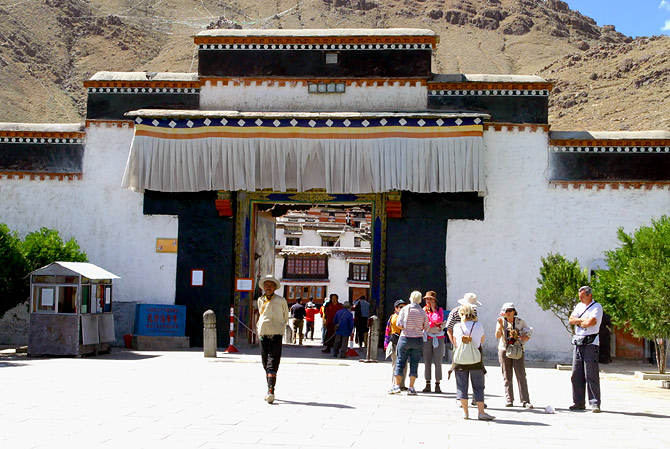
Vstup do kláštera Tašilhünpo.

Ve městě Žikace se nachází tradiční sídlo pančhenlamy – klášter Tašilhünpo (བཀྲ་ཤིས་ལྷུན་པོ།). V Žikace se také nachází známý Žikacký hrad, zbořen za kulturní revoluce a zrekonstruován v letech 2005–2007. Z dalších známých staveb se v kraji nachází klášter Žalu, Kumbum ve městě Gjance, klášter Sakja a další.

## Demografie
V roce 2010 žilo v celé prefektuře 703 tisíc obyvatel, což tvoří 1/4 obyvatel celé TAO. Tibeťané představovali až 95 %, dále zde žijí Číňané, Chuejové, Mongolové a další. Žije zde také množství Šerpů. Přibližně 90 % obyvatel bydlí na venkově, nebo jsou pastevci (nomádi).

## Doprava
Žikace vždy byla křižovatkou při cestách z Indie a Nepálu do Lhasy. Prefekturou prochází čínská dálnice číslo G318 ze Šanghaje do tibetského města Dram (tibetsky: འགྲམ་, Wylie: 'gram) na nepálských hranicích. Úsek ze Lhasy na hranice s Nepálem je přezdívaná jako „Dálnice přátelství“ (Friendship Highway). Ve vzdálenosti 43 km od města Žikace v nadmořské výšce 3782 m n. m. se nachází letiště. Od výstavby v 60. letech 20. století fungovalo pouze jako vojenské. V roce 2009 bylo rekonstruováno a od roku 2011 otevřeno i jako letiště civilní, obsluhuje civilní lety pouze dvakrát týdně do čínského města Čcheng-tu. Toto letiště je páté civilní v TAO.
15.8.2014 byla slavnostně uvedena do provozu železniční trať ze Lhasy, 6 stanic z celkového počtu 14 leží v prefektuře Žikace. Vlak zastavuje pouze na 6 stanicích, z toho 2 leží v prefektuře Žikace. Vlakové spojení z-do Lhasy existuje pouze jednou denně.

## Administrativní dělení
V roce 1970 byla oblast čínskými úřady nazvána prefektura Žikace. V roce 2014 byla prefektura změněna na městskou prefekturu Žikace se sídelním městským obvodem Samdrub-ce a dalšími 17 okresy.
9 okresů leží na pohraničí, prefektura má pouze jeden hraniční přechod.
| Mapa          | Mapa             | Mapa           | Mapa                     | Mapa         | Mapa            | Mapa                | Mapa          |
| ------------- | ---------------- | -------------- | ------------------------ | ------------ | --------------- | ------------------- | ------------- |
|               |                  |                |                          |              |                 |                     |               |
| #             | Tibetsky         | Tibetsky       | Tibetsky                 | Čínsky       | Čínsky          | obyvatelstvo (2010) | rozloha (km²) |
| #             | český přepis     | tibetské písmo | Wylie                    | čínské znaky | pchin-jin       | obyvatelstvo (2010) | rozloha (km²) |
| Městský obvod |                  |                |                          |              |                 |                     |               |
| 1             | Samdrub-ce       | བསམ་འགྲུབ་རྩེ་ཆུས།  | bsam 'grub rtse chus     | 桑珠孜区     | Sāngzhūzī Qū    | 120 374             | 3 654         |
| Okres         |                  |                |                          |              |                 |                     |               |
| 2             | okres Namling    | རྣམ་གླིང་རྫོང་      | rnam gling rdzong        | 南木林县     | Nánmùlín Xiàn   | 74 930              | 8 113         |
| 3             | okres Gjance     | རྒྱལ་རྩེ་རྫོང་       | rgyal rtse rdzong        | 江孜县       | Jiāngzī Xiàn    | 63 503              | 3 859         |
| 4             | okres Tingri     | དིང་རི་རྫོང་       | ding ri rdzong           | 定日县       | Dìngrì Xiàn     | 50 818              | 13 859        |
| 5             | okres Sakja      | ས་སྐྱ་རྫོང་        | sa skya rdzong           | 萨迦县       | Sàjiā Xiàn      | 47 304              | 7 510         |
| 6             | okres Lhace      | ལྷ་རྩེ་རྫོང་        | lha rtse rdzong          | 拉孜县       | Lāzī Xiàn       | 49 286              | 4 505         |
| 7             | okres Ngaring    | ངམ་རིང་རྫོང་      | ngam ring rdzong         | 昂仁县       | Ángrén Xiàn     | 51 472              | 20 105        |
| 8             | okres Žäthongmön | བཞད་མཐོང་སྨོན་རྫོང་ | bzhad mthong smon rdzong | 谢通门县     | Xiètōngmén Xiàn | 42 280              | 13 960        |
| 9             | okres Panam      | པ་སྣམ་རྫོང་       | pa snam rdzong           | 白朗县       | Báilǎng Xiàn    | 42 551              | 2 806         |
| 10            | okres Rinpung    | རིན་སྤུངས་རྫོང་     | rin spungs rdzong        | 仁布县       | Rénbù Xiàn      | 27 826              | 2 123         |
| 11            | okres Khangmar   | ཁང་དམར་རྫོང་     | khang dmar rdzong        | 康马县       | Kāngmǎ Xiàn     | 20 522              | 6 165         |
| 12            | okres Dingkji    | གདིང་སྐྱེས་རྫོང་     | gding skyes rdzong       | 定结县       | Dìngjié Xiàn    | 20 319              | 5 816         |
| 13            | okres Drongpa    | འབྲོང་པ་རྫོང་      | 'brong pa rdzong         | 仲巴县       | Zhòngbā Xiàn    | 22 147              | 43 594        |
| 14            | okres Droma      | གྲོ་མ་རྫོང་        | gro mo rdzong            | 亚东县       | Yàdōng Xiàn     | 12 920              | 4 306         |
| 15            | okres Kjidrong   | སྐྱིད་གྲོང་རྫོང་      | skyid grong rdzong       | 吉隆县       | Jílóng Xiàn     | 14 972              | 9 009         |
| 16            | okres Ňalam      | གཉའ་ལམ་རྫོང་     | gnya' lam rdzong         | 聂拉木县     | Nièlāmù Xiàn    | 17 568              | 7 903         |
| 17            | okres Saga       | ས་དགའ་རྫོང་      | sa dga' rdzong           | 萨嘎县       | Sàgā Xiàn       | 14 036              | 12 411        |
| 18            | okres Gampa      | གམ་པ་རྫོང་       | gam pa rdzong            | 岗巴县       | Gǎngbā Xiàn     | 10464               | 3936          |